# 2017年那須町滑雪場雪崩事故
2017年那須町滑雪場雪崩事故（日語：栃木・那須スキー場の雪崩事故）是2017年3月27日發生於日本栃木縣那須町的雪崩事故，造成8人死亡。

## 事故
這起事故發生於日本當地時間3月27日上午9時20分，當時位於栃木縣的「那須溫泉家庭滑雪場」共有7間學校共65名師生，參加由當地高中體育聯盟主辦為期三天兩夜的登山訓練；事故當日是活動最後一天，由於天氣情況惡劣，取消原本的登山環節，改為在滑雪場附近接受技能訓練。活動進行至早上九時二十分左右時，突然發生雪崩，多人被積雪活埋，最終造成栃木縣立大田原高校師生8人不幸罹難，包括7名學生和1名老師，另造成40名師生受傷，其中2名學生重傷。

## 後續
《日本放送協會》（NHK）引述專家表示雪崩可能與近日天氣轉變有關：當地21日降雪後，25日因氣溫升高出現溶雪，但在26日氣溫再度下降落雪，新雪蓋在正在溶化的雪做成「表層雪崩」。
宇都宮地方氣象台表示，事故前日上午10時半左右發出要注意栃木縣北部可能發生雪崩、大雪的警報，因此主辦機構當日照常舉行活動的決定，引發了不少批評。